# Theodor Pleske

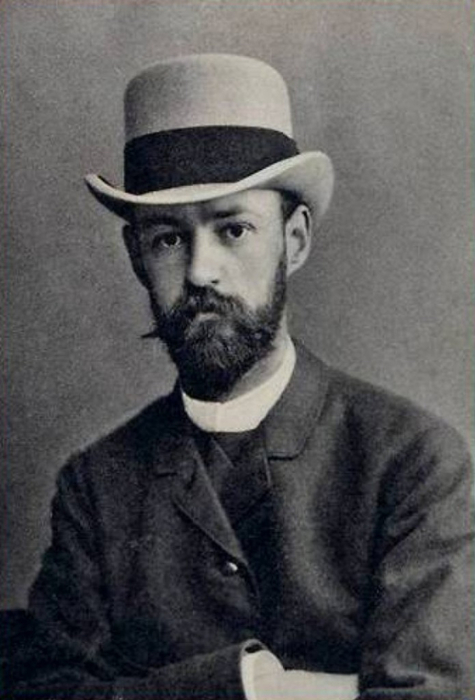
Theodore Pleske

Theodor Pleske (auch Theodore Pleske, eigentlich Fjodor Dmitrijewitsch Pleske, russisch Фёдор Дмитриевич Плеске, wiss. Transliteration: Fëdor Dmitrievič Pleske; * 11. Juli 1858 in Peterhof; † 1. August 1932 in Leningrad) war ein russischer Zoologe deutscher Abstammung, der sich vor allem auf den Gebieten der Entomologie, der Ornithologie und der Mammalogie betätigte. Ihm zu Ehren wurden u. a. der Pleskehäher (Podoces pleskei), der Pleskeschwirl (Locustella pleskei) und eine Unterart des Alpenschneehuhns (Lagopus muta pleskei) benannt.

## Leben
Pleske entstammte einer wohlhabenden Kaufmannsfamilie aus Schlesien, die sich zunächst für zwei Generationen in Riga, später in St. Petersburg niedergelassen hatte. Der Vater Eduard Ludwig Pleske (1817–1873) war russischer Generalmajor. Nach einem naturwissenschaftlichen Studium an der Universität Sankt Petersburg arbeitete Pleske ab 1882 am Zoologischen Museum der Akademie und stieg bis 1892 zum stellvertretenden Direktor sowie zudem in den Rang eines Wirklichen Staatsrats auf. Aufgrund seiner unerwünschten Mitgliedschaft in einer angeblich deutschen Partei musste er auf Bestreben des vorgesetzten Direktors 1896 zurücktreten und betätigte sich darauf für einige Zeit erfolgreich im kaufmännischen Bereich. Zudem betrieb er Studien über Zweiflügler. Im Verlauf der gesellschaftlichen Unruhen am Ende des 19. Jahrhunderts nahm er seine museale Tätigkeit wieder auf und übernahm die Leitung der entomologischen Abteilung. Forschungsreisen führten ihn 1880 auf die Halbinsel Kola und 1883–1884 in den Osten Sibiriens. Er betätigte sich auf den Forschungsgebieten der eurasischen Avifauna und der Mammalogie und wertete die umfangreichen Sammlungen Nikolai Michailowitsch Prschewalskis und Grigori Jefimowitsch Grum-Grschimailos wissenschaftlich aus.
Pleske war Mitglied der Russischen Akademie der Wissenschaften.

## Werke
- Ornithologische Notizen aus Ost-Russland. In: Journal für Ornithologie. Deutsches Centralorgan für die gesammte Ornithologie. Jg. 26, Ser. 4, Bd. 6, Nr. 141, 1878, ISSN 0021-8375, S. 89–94.
- Der St. Petersburger Vogelmarkt. In: Ornithologisches Centralblatt. Organ für Wissenschaft und Verkehr. Beiblatt zum Journal für Ornithologie. Jg. 3, Nr. 21, 1878, ZDB-ID 961453-9, S. 163–164.
- Die Vögel des St. Petersburger Vogelmarkt. In: Ornithologisches Centralblatt. Organ für Wissenschaft und Verkehr. Beiblatt zum Journal für Ornithologie. Jg. 4/5, 1879/80, Nr. 23/2, 1880, ZDB-ID 961453-9, S. 175–177/12–13.
- Eugen Büchner, T. P.: Beiträge zur Ornithologie des St. Petersburger Gouvernements. In: Beiträge zur Kenntniss des Russischen Reiches und der angrenzenden Länder Asiens. Ser. 2, Bd. 4, 1881, ZDB-ID 539864-2, S. 53–178.
- Zur Vogelfauna der Insel Ternate. In: Bulletin de l'Académie Impériale des Sciences de St.-Pétersbourg. Band 29, 1884, ZDB-ID 131755-6, Sp. 519–540.
- Übersicht der Säugethiere und Vögel der Kola-Halbinsel. In: Beiträge zur Kenntniss des Russischen Reiches und der angrenzenden Länder Asiens. Ser. 2, Bd. 7/9, 1884/86, 1886, ZDB-ID 539864-2.
- Beschreibung einiger Vogelbastarde. In: Mémoires de l'Académie Impériale des Sciences de Saint-Pétersbourg. Ser. 7, Bd. 35, Nr. 5, 1887, ZDB-ID 975259-6.
- Критическій обзоръ млекопитающихъ к птицъ Кольскаго полуострова. In: Записки Императорской Академіи Наукъ. Band 56, Teil 1, Nr. 1, 1887, ZDB-ID 200996-1.
- Научные результаты путешествій Н. М. Пржевальскаго по Центральной Азіи. ОтдѢль Зоологическій. deutsch Wissenschaftliche Resultate der von N. M. Przewalski nach Central-Asien unternommenen Reisen. Zoologischer Theil. Band 2. St. Petersburg 1889.
- Ornithographia rossica. Орнитологическая фауна Россійской Имперіи. deutsch Die Vogelfauna des Russischen Reichs. Sylviinae. Band 2, 1890/91. St. Petersburg 1891.
- Birds of the Eurasian tundra. Memoirs of the Boston Society of Natural History. Band 6, Nr. 3, 1928, ISSN 0271-5708.